# Ahmed Essop
Ahmed Essop (1 de setembre de 1931 - 9 de juny de 2019) va ser un escriptor sud-africà d'origen indi.
Va néixer en una família musulmana a l'Estat de Gujarat (aleshores part de l'Índia britànica). La seva família es va traslladar a Johannesburg, Sud-àfrica, quan tenia tres anys. En aquest país va créixer i estudiar fins que, al 1956, es va llicenciar en filosofia i lletres per la University of South Africa. En acabar, va treballar com a professor fins al 1986, quan va deixar la docència per tal de dedicar-se a escriure a jornada completa. Entre els seus temes predilectes, destaca la vida dels sud-africans d'origen indi i les seves relacions amb les altres comunitats racials i religioses d’aquell país, incloent-hi l’època anterior a la separació de races, l'apartheid, i la democràcia universal que va arribar a la república amb Nelson Mandela.
Les seves obres, totes en anglès, inclouen poesia, contes, novel·la i assaigs literaris. La seva primera publicació d'un llibre escrit totalment per ell fou The Dark Goddess (1959) on va fer servir el pseudònim Ahmed Yousuf.
De moment, de tots els seus escrits, només "Two Sisters", conte inclòs a The Haji and Other Stories (1988), ha estat traduït al castellà per Sabrina Solórzano (revista Hermeneus, núm. 12, any 2010. Servicio de Publicaciones de la Universidad de Valladolid).

## Obres publicades
- The Visitation (1979)
- The Emperor (1984)
- The Hajji and Other Stories (1988)
- Noorjehan and Other Stories (1990)
- The King of Hearts and Other Stories (1997)
- Narcissus and Other Stories (2002)
- The Third Prophecy (2004)
- History and Satire in Salman Rushdie's The Satanic Verses (2009)
- The Universe and Other Essays (2010)
- Exile and Other Poems (2010)
- The Moors in the Plays of Shakespeare (2011)
- The Garden of Shahrazad and Other Poems (2011)
- Charles Dickens and Salman Rushdie: A Comparative Discourse (2014)

## Premis i reconeixements
- Olive Schreiner Prize per The Hajji and Other Stories (1988), atorgat per l’English Academy of Southern Africa (1979).[5]
- Literary Lifetime Achievement Award, atorgat pel South African Ministry of Arts and Culture.